# مهاجرت غیرقانونی به ایالات متحده آمریکا

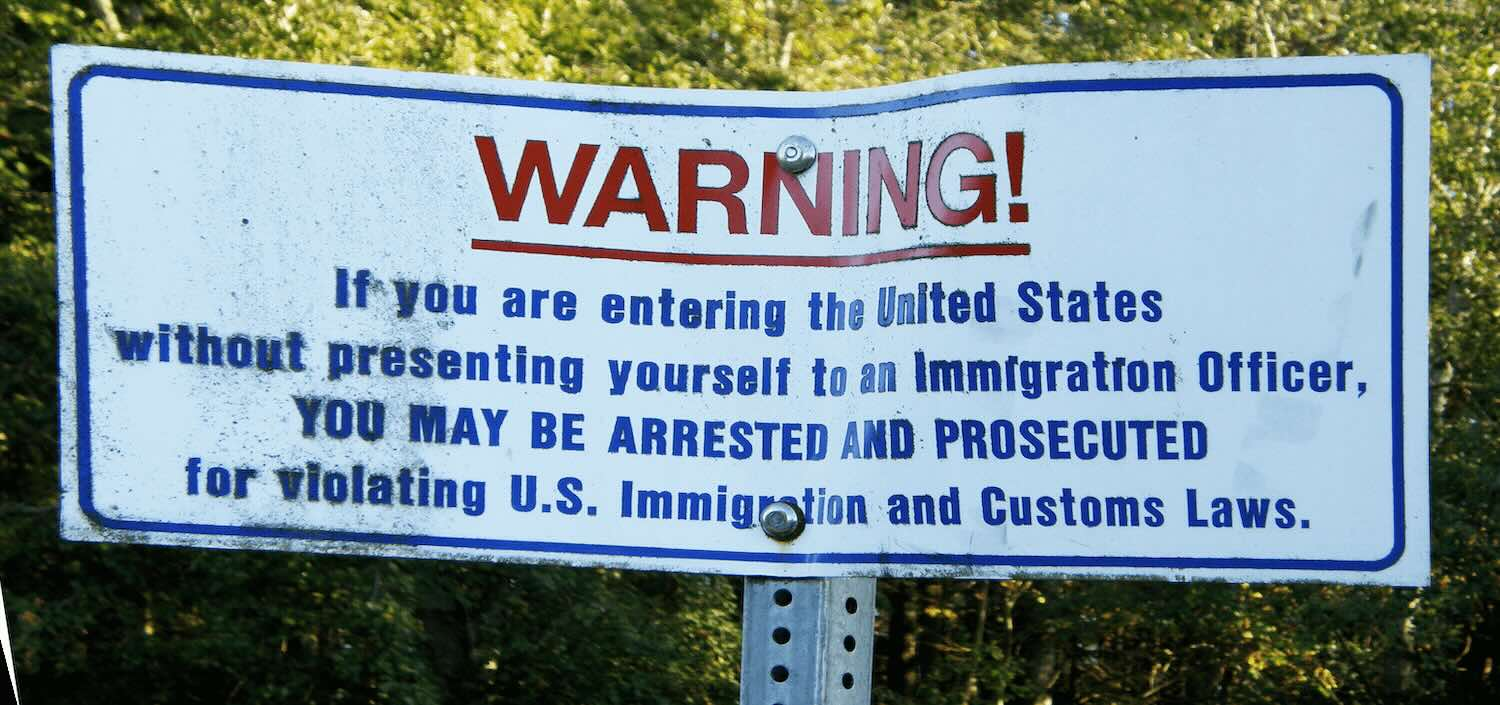
تابلوی هشدار دهنده در مرز ایالات متحده آمریکا–کانادادر پوینت رابرتز، ایالت واشینگتن

مهاجرت غیرقانونی به ایالات متحده آمریکا اقدامی از سوی اتباع خارجی است که قوانین مهاجرتی ایالات متحده آمریکا را یا با ورود به این کشور بدون اجازهٔ حکومت فدرال ایالات متحده آمریکا (مانند روادید) یا با ورود قانونی، و باقی ماندن در کشور پس از پایان تاریخ روادید موقتشان نقض می‌کنند.
وزارت امنیت میهن ایالات متحده آمریکا تخمین زده‌است که ۱۱٫۴ میلیون مهاجر غیرقانونی در ژانویه ۲۰۱۲ در آمریکا زندگی می‌کرده‌اند. بنا بر برآورد این نهاد، «شمار مهاجرین غیرقانونی در سال ۲۰۰۷ به اوج خود به نزدیک به ۱۲ میلیون رسید و به آرامی به نزدیک به ۱۱ میلیون کاهش پیدا کرده‌است.»
بنا بر گزارش مرکز پژوهش‌های پیو، در سال ۲۰۱۲، ۵۲٪ از مهاجرین غیرقانونی از مکزیک، ۲۶٪ از دیگر کشورهای آمریکای لاتین، بیشتر از آمریکای مرکزی؛ ۱۲٪ از آسیا؛ ۵٪ از اروپا و کانادا؛ و ۳٪ از آفریقا و از دیگر نقاط جهان بوده‌اند. دونالد ترامپ برای جلوگیری از ورود غیر قانونی تلاش کرد بین آمریکا و مکزیک دیوار بکشد.
بین سال‌های ۲۰۱۸ و ۲۰۱۹، شمار بازداشت‌شدگان در مرز آمریکا مکزیک تا اندازه چشمگیری افزایش یافت اما در ۲۰۲۰ کاهش یافت.